# Чемпионат России по волейболу среди женщин 2000/2001
10-й чемпионат России по волейболу среди женских команд суперлиги проходил с 6 октября 2000 по 12 апреля 2001 года. Чемпионский титул в 10-й раз подряд выиграла екатеринбургская «Уралочка»-НТМК.

## Регламент турнира
В суперлиге принимали участие 12 команд. Соревнования проводились в три этапа — 1-й, 2-й и финальный. Сначала состоялись игры 1-го этапа по туровой системе с участием 11 команд. На 2-м этапе 7 лучших и «Уралочка»-НТМК (освобождённая от игр на 1-м этапе первенства) по разъездному календарю определили четвёрку команд, продолживших борьбу за медали. Финальный этап прошёл по туровой системе в один круг с учётом результатов игр команд-финалистов между собой на 2-м этапе первенства. Команды, занявшие на 1-м этапе 8-11 места на 2-м этапе с учётом результатов игр между собой на предыдущей стадии розыгрыша по туровой системе разыграли места с 9-го по 12-е.
За победу команды получали 2 очка, за поражение — 1, за неявку — 0. При равенстве очков у двух и более команд расстановка определялась по соотношению выигранных и проигранных партий во всех матчах. В заявку на матч разрешалось заявлять 12 волейболисток, в том числе одного либеро.
С сезона 2000—2001 изменена система начисления очков по ходу матча в соответствии с международными правилами: а) каждый розыгрыш мяча заканчивается выигрышем очка той или иной командой (до этого очко могла выиграть только подающая сторона); б) партия (кроме решающей 5-й) выигрывается командой, которая первой набирает 25 очков с преимуществом минимум в 2 очка (до этого партии с 1-й по 4-ю проводились до 15 с преимуществом в 2 очка, но максимум до 17 выигранных очков одной из сторон): в) в случае равного счёта по партиям 2:2, решающая (5-я) партия играется по прежнему формату — до 15 очков с минимальным преимуществом в 2 очка.

## Суперлига

### 1-й этап
6 октября — 24 декабря 2000
| М  | Команда                            | 1       | 2       | 3       | 4       | 5       | 6       | 7       | 8       | 9       | 10      | 11      | И  | В  | П  | С/П   | О  |
| -- | ---------------------------------- | ------- | ------- | ------- | ------- | ------- | ------- | ------- | ------- | ------- | ------- | ------- | -- | -- | -- | ----- | -- |
| 1  | «Уралтрансбанк» Екатеринбург       |         | 2:3 3:2 | 0:3 2:3 | 3:0 3:1 | 3:0 3:1 | 3:0 3:1 | 3:0 3:1 | 3:2 3:1 | 3:1 3:0 | 3:2 3:1 | 3:0 3:1 | 20 | 17 | 3  | 55:23 | 37 |
| 2  | «Университет» Белгород             | 3:2 2:3 |         | 3:1 3:2 | 2:3 3:0 | 3:0 0:3 | 3:0     | 2:3 3:0 | 3:0 0:3 | 3:0     | 2:3 3:0 | 3:1 3:0 | 20 | 14 | 6  | 50:24 | 34 |
| 3  | «Стинол» Липецк                    | 3:0 3:2 | 1:3 2:3 |         | 3:0 0:3 | 3:1     | 3:0 2:3 | 2:3 3:0 | 3:1 3:0 | 2:3 3:2 | 3:0     | 3:0 3:1 | 20 | 14 | 6  | 51:26 | 34 |
| 4  | «Искра» Самара                     | 0:3 1:3 | 3:2 0:3 | 0:3 3:0 |         | 1:3 3:1 | 3:0 3:1 | 2:3 3:1 | 1:3 3:2 | 3:2     | 0:3 3:1 | 3:0     | 20 | 12 | 8  | 41:36 | 32 |
| 5  | «Заречье-Одинцово» Московская обл. | 0:3 1:3 | 0:3 3:0 | 1:3     | 3:1 1:3 |         | 2:3 1:3 | 3:1 2:3 | 3:1     | 3:1 3:2 | 3:1 3:0 | 3:0     | 20 | 11 | 9  | 42:35 | 31 |
| 6  | Балаковская АЭС Балаково           | 0:3 1:3 | 0:3     | 0:3 3:2 | 0:3 1:3 | 3:2 3:1 |         | 3:0 3:2 | 2:3     | 3:2 3:1 | 3:0     | 3:0 3:1 | 20 | 11 | 9  | 39:38 | 31 |
| 7  | ЦСКА Москва                        | 0:3 1:3 | 3:2 0:3 | 3:2 0:3 | 3:2 1:3 | 1:3 3:2 | 0:3 2:3 |         | 3:2 1:3 | 2:3 3:1 | 3:0     | 3:0 3:1 | 20 | 10 | 10 | 38:42 | 30 |
| 8  | ТТУ Санкт-Петербург                | 2:3 1:3 | 0:3 3:0 | 1:3 0:3 | 3:1 2:3 | 1:3     | 3:2     | 2:3 3:1 |         | 3:2 3:1 | 1:3     | 3:0     | 20 | 9  | 11 | 39:42 | 29 |
| 9  | МГФСО Москва                       | 1:3 0:3 | 0:3     | 3:2 2:3 | 2:3     | 1:3 2:3 | 2:3 1:3 | 3:2 1:3 | 2:3 1:3 |         | 3:1 3:0 | 3:0     | 20 | 6  | 14 | 35:47 | 26 |
| 10 | «Метар» Челябинск                  | 2:3 1:3 | 3:2 0:3 | 0:3     | 3:0 1:3 | 1:3 0:3 | 0:3     | 0:3     | 3:1     | 1:3 0:3 |         | 3:1 3:0 | 20 | 6  | 14 | 24:47 | 26 |
| 11 | «Малахит» Екатеринбург             | 0:3 1:3 | 1:3 0:3 | 0:3 1:3 | 0:3     | 0:3     | 0:3 1:3 | 0:3 1:3 | 0:3     | 0:3     | 0:3     |         | 20 | 0  | 20 | 6:60  | 20 |

### 2-й этап (1-8 места)
13 января — 30 марта 2001
| М | Команда                            | 1       | 2       | 3       | 4       | 5       | 6       | 7       | 8       | И  | В  | П  | С/П   | О  |
| - | ---------------------------------- | ------- | ------- | ------- | ------- | ------- | ------- | ------- | ------- | -- | -- | -- | ----- | -- |
| 1 | «Уралочка»-НТМК Екатеринбург       |         | 3:0     | 3:1 3:2 | 3:0     | 3:1     | 3:0     | 3:0     | 3:0     | 14 | 14 | 0  | 42:5  | 28 |
| 2 | «Университет» Белгород             | 0:3     |         | 3:0 2:3 | 3:1 1:3 | 3:1     | 3:0     | 3:0     | 3:0 3:1 | 14 | 10 | 4  | 33:17 | 24 |
| 3 | «Уралтрансбанк» Екатеринбург       | 1:3 2:3 | 0:3 3:2 |         | 3:1 0:3 | 3:2 3:0 | 3:2 3:0 | 3:1 3:0 | 3:0     | 14 | 10 | 4  | 33:20 | 24 |
| 4 | «Стинол» Липецк                    | 0:3     | 1:3 3:1 | 1:3 3:0 |         | 3:1 0:3 | 1:3 3:2 | 3:2     | 3:2 3:0 | 14 | 8  | 6  | 27:28 | 22 |
| 5 | Балаковская АЭС Балаково           | 1:3     | 1:3     | 2:3 0:3 | 1:3 3:0 |         | 1:3 3:0 | 3:0 3:2 | 3:1 3:2 | 14 | 6  | 8  | 26:29 | 20 |
| 6 | «Заречье-Одинцово» Московская обл. | 0:3     | 1:3 0:3 | 2:3 0:3 | 3:1 2:3 | 3:1 0:3 |         | 3:0 3:1 | 3:1 3:2 | 14 | 6  | 8  | 23:30 | 20 |
| 7 | «Искра» Самара                     | 0:3     | 0:3     | 1:3 0:3 | 2:3     | 0:3 2:3 | 0:3 1:3 |         | 3:1 2:3 | 14 | 1  | 13 | 13:40 | 15 |
| 8 | ЦСКА Москва                        | 0:3     | 0:3 1:3 | 0:3     | 2:3 0:3 | 1:3 2:3 | 1:3 2:3 | 1:3 3:2 |         | 14 | 1  | 13 | 13:41 | 15 |

### Финал
Екатеринбург. 10-12 апреля 2001. Учитывались игры команд между собой на 2-м этапе чемпионата (их результаты выделены курсивом в верхних строках ячеек).
| М | Команда                      | 1           | 2           | 3           | 4           | И | В | П | С/П   | О  |
| - | ---------------------------- | ----------- | ----------- | ----------- | ----------- | - | - | - | ----- | -- |
| 1 | «Уралочка»-НТМК Екатеринбург |             | 3:0 3:0 3:0 | 3:1 3:2 2:3 | 3:0 3:0 3:1 | 9 | 8 | 1 | 26:7  | 17 |
| 2 | «Университет» Белгород       | 0:3 0:3 0:3 |             | 3:0 2:3 3:1 | 3:1 1:3 3:1 | 9 | 4 | 5 | 15:18 | 13 |
| 3 | «Уралтрансбанк» Екатеринбург | 1:3 2:3 3:2 | 0:3 3:2 1:3 |             | 3:1 0:3 3:2 | 9 | 4 | 5 | 16:22 | 13 |
| 4 | «Стинол» Липецк              | 0:3 0:3 1:3 | 1:3 3:1 1:3 | 1:3 3:0 2:3 |             | 9 | 2 | 7 | 12:22 | 11 |

#### Результаты матчей
10 апреля
«Университет» — «Уралтрансбанк» 3:1 (28:30, 25:20, 25:19, 28:26)
«Уралочка»-НТМК — «Стинол» 3:1 (25:18, 29:31, 27:25, 25:23)
11 апреля
«Университет» — «Стинол» 3:1 (23:25, 25:19, 25:18, 25:18)
«Уралочка»-НТМК — «Уралтрансбанк» 2:3 (20:25, 25:22, 25:20, 27:29, 13:15)
12 апреля
«Уралтрансбанк» — «Стинол» 3:2 (20:25, 25:22, 25:20, 20:25, 15:11)
«Уралочка»-НТМК — «Университет» 3:0 (25:18, 25:13, 25:17)

### 2-й этап (9-12 места)
24 января — 30 марта 2001. Команды играли по туровой системе. Всего состоялось 4 тура. Учитывались игры команд между собой на 1-м этапе чемпионата (их результаты выделены курсивом в верхних строках ячеек).
| М  | Команда                | 9                       | 10                      | 11                      | 12                      | И  | В  | П  | С/П   | О  |
| -- | ---------------------- | ----------------------- | ----------------------- | ----------------------- | ----------------------- | -- | -- | -- | ----- | -- |
| 9  | МГФСО Москва           |                         | 2:3 1:3 0:3 3:2 1:3 3:1 | 3:1 3:0 3:0 3:1 3:1 3:1 | 3:0 3:0 3:0 3:1         | 18 | 14 | 4  | 46:20 | 32 |
| 10 | ТТУ Санкт-Петербург    | 3:2 3:1 3:0 2:3 3:1 1:3 |                         | 1:3 1:3 3:1 3:0 3:1 3:1 | 3:0 3:0 3:1 3:1 3:1 3:0 | 18 | 14 | 4  | 47:22 | 32 |
| 11 | «Метар» Челябинск      | 1:3 0:3 0:3 1:3 1:3 1:3 | 3:1 3:1 1:3 0:3 1:3 1:3 |                         | 3:1 3:0 3:0 3:1         | 18 | 8  | 10 | 31:35 | 26 |
| 12 | «Малахит» Екатеринбург | 0:3 0:3 0:3 1:3         | 0:3 0:3 1:3 1:3 1:3 0:3 | 1:3 0:3 0:3 1:3         |                         | 18 | 0  | 18 | 7:54  | 18 |

«Метар» выбыл в высшую лигу «А». «Малахиту», выступавшему в чемпионате в качестве молодёжной сборной России, решением исполкома Всероссийской федерации волейбола место в суперлиге сохранено. С сезона 2001—2002 суперлига расширена до 13 команд.

## Итог
| 1. «Уралочка»-НТМК (Екатеринбург)          | 7. «Искра» (Самара)          |
| 2. «Университет» (Белгород)                | 8. ЦСКА (Москва)             |
| 3. «Уралтрансбанк» (Екатеринбург)          | 9. МГФСО (Москва)            |
| 4. «Стинол» (Липецк)                       | 10. ТТУ (Санкт-Петербург)    |
| 5. Балаковская АЭС (Балаково)              | 11. «Метар» (Челябинск)      |
| 6. «Заречье-Одинцово» (Московская область) | 12. «Малахит» (Екатеринбург) |

### Команды и игроки
«Уралочка»-НТМК (Екатеринбург)
Елена Василевская, Елизавета Тищенко, Анастасия Беликова, Екатерина Гамова, Елена Година, Наталья Морозова, Татьяна Грачёва, Елена Тюрина, Марина Иванова, Елена Плотникова, Наталья Караулова, Наталья Голубенко, Елена Фильманович, Анастасия Ярцева.
Главный тренер — Николай Карполь.
 «Университет» (Белгород)
Светлана Левина, Александра Коруковец, Лариса Якунина, Елена Сычёва, Елена Сысунина, Галина Папазова, Евгения Корабельщикова, Ирина Ямпольская, Лариса Антонова, Татьяна Прокопенко, Светлана Ерёмина, Елена Гуменюк.
Главный тренер — Раиса Попова.
 «Уралтрансбанк» (Екатеринбург)
Ольга Чуканова, Наталья Сафронова, Ирина Тебенихина, Татьяна Горшкова, Анжела Гурьева, Елена Сенникова, Анна Артамонова, Марина Фаенсон, Валерия Пушненкова, Александра Ларина, Ольга Фатеева.
Главный тренер — Николай Карполь, старший тренер — Валентина Огиенко.
- «Стинол» (Липецк)

Елена Куликова, Мария Маслакова, Анастасия Гуськова (Горбачёва), Людмила Дробот, Ольга Устименко, Александра Дзигалюк, Яна Вамзер, Марина Кутюкова, Юлия Петрянина, Анастасия Щербакова, Инна Кожаева, Елена Маркина, Наталья Рощупкина.
И.о. главного тренера — Ришат Гилязутдинов.
- Балаковская АЭС (Балаково)

Анна Лобадина (Иванова), Лариса Шаманаева, Анна-Мириам Гансонре, Елена Савинова, Жанна Шумакова, Людмила Белкина, Ольга Фадеева, Елена Стефанович, Наталья Василевич, Юлия Барышникова, Елизавета Иванова, Виктория Ягубкина.
Главный тренер — Владислав Фадеев.
- «Заречье-Одинцово» (Московская область)

Анна Левченко, Ольга Филина, Наталья Мельникова, Татьяна Смирнова, Татьяна Алифанова, Жанна Проничева, Людмила Игнатенко, Марина Полетавкина, Ирина Погонина, Екатерина Корчагина, Ольга Яковук, Анна Романова.
Главный тренер — Павел Матиенко.
- «Искра» (Самара)

Алла Жукова, Юлиана Паргачевская, Олеся Ничипоренко, Ольга Петрова, Наталья Васюкович, Марина Стреленко, Мария Тищенко, Елена Бибина, Анна Кудрявцева, Юлия Рождественская, Анна Баранюк, Татьяна Солдатова, Татьяна Винокурова, Олеся Макарова.
Главный тренер — Евгений Дущенко.
- ЦСКА (Москва)

Виктория Степанищева, Екатерина Зимятова, Ольга Морозова, Елена Константинова, Евгения Кузянина, Анна Симонова, Юлия Тарасова, Татьяна Бычкунова, Елена Чемагина, Наталья Никифорова.
Главный тренер — Леонид Зайко.
- МГФСО (Москва)

Мария Жадан, Татьяна Романовская, Ольга Озова, Светлана Брыцкова, Олеся Ашитко, Елена Лисовская, Елена Кузьмина, Екатерина Лобанова, Елена Ганшина, Оксана Семёнова, Елена Кунаева, Светлана Иванова, Анастасия Лебедева.
Главный тренер — Леонид Березин.
- ТТУ (Санкт-Петербург)

Наталья Воробьёва, Наталья Белоусова, Ольга Николаева, Лариса Мартынюк, Юлия Андрушко, Наталья Алимова, Полина Зборовская, Сари Сеппянен, Юлия Байлукова, Елена Шабаева, Юлия Щеглова, Ирина Прокопова.
Главный тренер — Евгений Сивков.
- «Метар» (Челябинск)

Елена Целищева, Ольга Губанова, Екатерина Маргацкая, Анна Муравьёва (Ширягина), Анастасия Инкина, Ирина Бильмаер, Елена Литвинова, Светлана Акулова, Елена Юрина, Мария Попкова.
Главный тренер — Николай Сорогин.
- «Малахит» (Екатеринбург)

Кира Якимова, Ольга Фатеева, Анастасия Ярцева, Наталья Караулова, Наталья Куликова, Анна Ларина, Наталья Коробкова, Наталья Голубенко, Александра Пролубникова, Мария Шеметьева.
Главный тренер — Николай Карполь, старший тренер — Виктор Бардок.

## Высшая лига
Соревнования в высшей лиге состояли из двух этапов — предварительного и финального. На предварительном этапе соревнования проводились в двух зонах — «Европа» и «Сибирь — Дальний Восток». В финальном этапе принимали участие по три лучшие команды из каждой зоны.

### Предварительный этап
В обоих зонах соревнования проводились по туровой системе. В зоне «Сибирь — Дальний Восток» соревнования состояли из двух этапов. На первом играли 12 команд; на втором лучшие шесть провели двухтуровой турнир с учётом результатов игр между собой на предыдущей стадии розыгрыша, а оставшаяся шестёрка команд разыграла 7-12 места также по туровой системе с учётом всех результатов 1-го этапа. По итогам предварительного этапа по три лучшие команды из обоих зон вышли в финальный турнир высшей лиги.
| Зона «Европа» | Зона «Европа»                | Зона «Европа» | Зона «Европа» | Зона «Европа» | Зона «Европа» | Зона «Европа» |
| М             | Команды                      | И             | В             | П             | С/П           | О             |
| ------------- | ---------------------------- | ------------- | ------------- | ------------- | ------------- | ------------- |
| 1             | «Луч»-МГСУ Москва            | 44            | 38            | 6             | 120:48        | 82            |
| 2             | «Прометей» (Уфа)             | 44            | 34            | 10            | 110:55        | 78            |
| 3             | «Тулица-Туламаш» (Тула)      | 44            | 31            | 13            | 106:61        | 75            |
| 4             | «Ярославна-ТМЗ» (Тутаев)     | 44            | 30            | 14            | 103:62        | 74            |
| 5             | «Динамо» (Краснодар)         | 44            | 28            | 16            | 102:65        | 72            |
| 6             | МГФСО-2 (Москва)             | 44            | 19            | 25            | 74:87         | 63            |
| 7             | «Сбербанк» (Москва)          | 44            | 17            | 27            | 66:95         | 61            |
| 8             | «Импульс»-РоАЭС (Волгодонск) | 44            | 16            | 28            | 77:96         | 60            |
| 9             | «Университет-Химмаш» (Пенза) | 44            | 16            | 28            | 65:101        | 60            |
| 10            | «Надежда» (Серпухов)         | 44            | 15            | 29            | 59:100        | 59            |
| 11            | «Экран» (Санкт-Петербург)    | 44            | 10            | 34            | 55:112        | 55            |
| 12            | СГЭА-«Искра»-2 (Самара)      | 44            | 10            | 34            | 57:114        | 55            |

| Зона «Сибирь - Дальний Восток» (1-й этап) | Зона «Сибирь - Дальний Восток» (1-й этап) | Зона «Сибирь - Дальний Восток» (1-й этап) | Зона «Сибирь - Дальний Восток» (1-й этап) | Зона «Сибирь - Дальний Восток» (1-й этап) | Зона «Сибирь - Дальний Восток» (1-й этап) | Зона «Сибирь - Дальний Восток» (1-й этап) |
| М                                         | Команды                                   | И                                         | В                                         | П                                         | С/П                                       | О                                         |
| ----------------------------------------- | ----------------------------------------- | ----------------------------------------- | ----------------------------------------- | ----------------------------------------- | ----------------------------------------- | ----------------------------------------- |
| 1                                         | «Факел» (Новый Уренгой)                   | 22                                        | 21                                        | 1                                         | 63:4                                      | 43                                        |
| 2                                         | «Спутник» (Новосибирск)                   | 22                                        | 20                                        | 2                                         | 60:15                                     | 42                                        |
| 3                                         | «Лицей» (Юрга)                            | 22                                        | 16                                        | 6                                         | 53:26                                     | 38                                        |
| 4                                         | «Ангара» (Иркутск)                        | 22                                        | 16                                        | 6                                         | 50:26                                     | 38                                        |
| 5                                         | СКА «Забайкалка» (Чита)                   | 22                                        | 16                                        | 6                                         | 51:27                                     | 38                                        |
| 6                                         | «Вертикаль»-ВГУЭС (Владивосток)           | 22                                        | 13                                        | 9                                         | 42:35                                     | 35                                        |
| 7                                         | «Спартак» (Омск)                          | 22                                        | 9                                         | 13                                        | 37:44                                     | 31                                        |
| 8                                         | «Томичка-Динамо» (Томск)                  | 22                                        | 9                                         | 13                                        | 35:47                                     | 31                                        |
| 9                                         | «Старт» (Зеленогорск)                     | 22                                        | 6                                         | 16                                        | 28:53                                     | 28                                        |
| 10                                        | «Университет» (Улан-Удэ)                  | 22                                        | 3                                         | 19                                        | 16:58                                     | 25                                        |
| 11                                        | «Строитель» (Железногорск)                | 22                                        | 2                                         | 20                                        | 12:63                                     | 24                                        |
| 12                                        | «Енисеюшка» (Красноярск)                  | 22                                        | 1                                         | 21                                        | 14:63                                     | 23                                        |

### 2-й этап (Сибирь — Дальний Восток)
В турнире за 1-6 места учтены результаты игр команд между собой на 1-м этапе, в турнире за 7-12 места — все результаты 1-го этапа.
| Зона «Сибирь - Дальний Восток» (за 1-6 места) | Зона «Сибирь - Дальний Восток» (за 1-6 места) | Зона «Сибирь - Дальний Восток» (за 1-6 места) | Зона «Сибирь - Дальний Восток» (за 1-6 места) | Зона «Сибирь - Дальний Восток» (за 1-6 места) | Зона «Сибирь - Дальний Восток» (за 1-6 места) | Зона «Сибирь - Дальний Восток» (за 1-6 места) |
| М                                             | Команды                                       | И                                             | В                                             | П                                             | С/П                                           | О                                             |
| --------------------------------------------- | --------------------------------------------- | --------------------------------------------- | --------------------------------------------- | --------------------------------------------- | --------------------------------------------- | --------------------------------------------- |
| 1                                             | «Факел» (Новый Уренгой)                       | 20                                            | 18                                            | 2                                             | 55:12                                         | 38                                            |
| 2                                             | «Спутник» (Новосибирск)                       | 20                                            | 15                                            | 5                                             | 49:22                                         | 35                                            |
| 3                                             | «Лицей» (Юрга)                                | 20                                            | 11                                            | 9                                             | 40:33                                         | 31                                            |
| 4                                             | СКА «Забайкалка» (Чита)                       | 20                                            | 8                                             | 12                                            | 33:49                                         | 28                                            |
| 5                                             | «Ангара» (Иркутск)                            | 20                                            | 7                                             | 13                                            | 28:42                                         | 27                                            |
| 6                                             | «Вертикаль»-ВГУЭС (Владивосток)               | 20                                            | 1                                             | 19                                            | 6:59                                          | 21                                            |

| Зона «Сибирь - Дальний Восток» (за 7-12 места) | Зона «Сибирь - Дальний Восток» (за 7-12 места) | Зона «Сибирь - Дальний Восток» (за 7-12 места) | Зона «Сибирь - Дальний Восток» (за 7-12 места) | Зона «Сибирь - Дальний Восток» (за 7-12 места) | Зона «Сибирь - Дальний Восток» (за 7-12 места) | Зона «Сибирь - Дальний Восток» (за 7-12 места) |
| М                                              | Команды                                        | И                                              | В                                              | П                                              | С/П                                            | О                                              |
| ---------------------------------------------- | ---------------------------------------------- | ---------------------------------------------- | ---------------------------------------------- | ---------------------------------------------- | ---------------------------------------------- | ---------------------------------------------- |
| 7                                              | «Томичка-Динамо» (Томск)                       | 42                                             | 27                                             | 15                                             | 89:68                                          | 69                                             |
| 8                                              | «Спартак» (Омск)                               | 42                                             | 25                                             | 17                                             | 88:59                                          | 67                                             |
| 9                                              | «Старт» (Зеленогорск)                          | 42                                             | 12                                             | 30                                             | 60:100                                         | 54                                             |
| 10                                             | «Енисеюшка» (Красноярск)                       | 42                                             | 12                                             | 30                                             | 57:102                                         | 54                                             |
| 11                                             | «Университет» (Улан-Удэ)                       | 42                                             | 7                                              | 35                                             | 39:109                                         | 23                                             |
| 12                                             | «Строитель» (Железногорск)                     | 42                                             | 7                                              | 35                                             | 40:117                                         | 49                                             |

### Финальный этап
В двухтуровом турнире принимали участие по три лучшие команды от двух зон. Туры прошли в Новом Уренгое и Москве.
| М | Команда               | 1       | 2       | 3       | 4       | 5       | 6       | И  | В | П  | С/П   | О  |
| - | --------------------- | ------- | ------- | ------- | ------- | ------- | ------- | -- | - | -- | ----- | -- |
| 1 | «Луч»-МГСУ Москва     |         | 2:3 3:2 | 3:1     | 3:2 3:1 | 3:1     | 3:2 3:0 | 10 | 9 | 1  | 29:12 | 19 |
| 2 | «Факел» Новый Уренгой | 3:2 2:3 |         | 3:1 3:2 | 0:3 2:3 | 3:0 0:3 | 3:0 3:1 | 10 | 6 | 4  | 22:18 | 16 |
| 3 | «Прометей» Уфа        | 1:3     | 1:3 2:3 |         | 3:2     | 3:1 3:2 | 3:2 3:0 | 10 | 6 | 4  | 23:19 | 16 |
| 4 | «Спутник» Новосибирск | 2:3 1:3 | 3:0 3:2 | 2:3     |         | 0:3 3:1 | 3:2     | 10 | 5 | 5  | 20:22 | 15 |
| 5 | «Тулица-Туламаш» Тула | 1:3     | 0:3 3:0 | 1:3 2:3 | 3:0 1:3 |         | 3:2 3:0 | 10 | 4 | 6  | 18:20 | 14 |
| 6 | «Лицей» Юрга          | 2:3 0:3 | 0:3 1:3 | 2:3 0:3 | 2:3     | 2:3 0:3 |         | 10 | 0 | 10 | 11:30 | 10 |

По итогам финального этапа «Луч»-МГСУ (Москва) и «Факел» (Новый Уренгой) получили право на выступление в суперлиге в сезоне 2001—2002.

## Первая лига «А»
До 2000 — первая лига.
Итоговая расстановка
| «Европа»                             |
| ------------------------------------ |
| 1. «Дончанка» (Новочеркасск)         |
| 2. «Гражданка»-ТТУ (Санкт-Петербург) |
| 3. «Динамо» (Крымск)                 |
| 4. «Аксион» (Ижевск)                 |
| 5. «Стинол»-2 (Липецк)               |
| 6. «Рекорд» (Воронеж)                |
| 7. «Метар»-2 (Челябинск)             |
| 8. «Магнитка-Педагог» (Магнитогорск) |
| 9. «Экономист» (Казань)              |
| 10. «Каучук» (Стерлитамак)           |
| 11. «Экономист» (Саратов)            |
| 12. «Мытищи»-МПУ (Мытищи)            |

## Первая лига «Б»
До 2000 — вторая лига.
Итоговая расстановка
| 1. «Носта» (Новотроицк)               |
| 2. ЦСКА-2 (Москва)                    |
| 3. «Университет-Трансэнерго» (Рязань) |
| 4. «Северсталь» (Череповец)           |
| 5. «Смолянка» (Смоленск)              |
| 6. «Тулица-Туламаш»-2 (Тула)          |
| 7. «Альянс»-ОГСУ (Оренбург)           |
| 8. ОГУП-ИМЗ (Ирбит)                   |
| 9. СДЮШОР «Искра» (Самара)            |